# Saison 2 de Teen Wolf
Chronologie
Saison 1 Saison 3
Cet article présente les douze épisodes de la deuxième saison de la série télévisée américaine Teen Wolf.

## Résumé
Dans cette nouvelle saison, Scott et ses amis sont confrontés à un nouvel ennemi, bien plus puissant qu'ils ne le croient : le « kanima », qui met la ville de Beacon Hills sens dessus dessous. Les chasseurs et les loups-garous tentent de l'arrêter en cherchant son origine et le lien entre les morts qu'il laisse derrière lui. Derek forme sa meute en transformant d'abord Isaac, un adolescent battu par son père. Puis il séduit une lycéenne discrète, Erica qui a beaucoup de difficultés à s'intégrer car elle souffre d'épilepsie et est souvent la cible de moqueries. Enfin il transforme Boyd, un jeune homme au physique imposant mais solitaire et impopulaire. Alors que Derek fait suivre un rude entraînement à sa meute, Scott et ses amis essaient de résoudre le mystère du kanima. Mais c'est sans compter l'intervention de la famille Argent et le retour de son patriarche Gerard qui a soif de venger sa fille Kate. Allison est partagée entre sa loyauté envers sa famille et son amour pour Scott. De son côté, Jackson achève d'enterrer sa relation avec Lydia, et de briser le cœur de celle-ci, en l'accusant d'avoir fait échouer sa transformation en loup-garou. La jeune fille semble en effet immunisée contre les effets de la morsure, même si elle est soudainement victime d'hallucinations et d'étranges effets secondaires...

## Distribution

### Acteurs principaux
- Tyler Posey (VF : Alexandre Nguyen) : Scott McCall
- Crystal Reed (VF : Jessica Monceau) : Allison Argent
- Dylan O'Brien (VF : Hervé Grull) : Stiles Stilinski
- Tyler Hoechlin (VF : Stéphane Pouplard) : Derek Hale
- Colton Haynes (VF : Fabrice Fara) : Jackson Whittemore
- Holland Roden (VF : Fily Keita) : Lydia Martin (10 épisodes)

### Acteurs récurrents
- Linden Ashby (VF : Luc Boulad) : le shérif Stilinski (11 épisodes)
- J. R. Bourne (VF : Éric Aubrahn) : Chris Argent (10 épisodes)
- Michael Hogan (VF : Michel Voletti) : Gerard Argent[1] (10 épisodes)
- Daniel Sharman (VF : Julien Alluguette) : Isaac Lahey (10 épisodes)
- Melissa Ponzio (VF : Guylène Ouvrard) : Melissa McCall (9 épisodes)
- Stephen Lunsford (VF : Paolo Domingo) : Matthew « Matt » Daehler[1] (9 épisodes)
- Gage Golightly (VF : Catherine Desplaces) : Erica Reyes[2] (8 épisodes)
- Eaddy Mays (en) (VF : Véronique Borgias) : Victoria Argent (8 épisodes)
- Orny Adams (VF : Yannick Blivet) : le coach Bobby Finstock (8 épisodes)
- Sinqua Walls (VF : Alexandre Guansé) : Veron Boyd[2] (7 épisodes)
- Seth Gilliam (VF : Yann Pichon) : Dr Deaton, le vétérinaire (7 épisodes)
- Keahu Kahuanui (VF : Nathanel Alimi) : Danny Mahealani (7 épisodes)
- Ian Bohen (VF : Guillaume Lebon) : Peter Hale (6 épisodes)
- Bianca Lawson (VF : Sylvie Jacob) : Mlle Morrell[3] (5 épisodes)
- Adam Fristoe (VF : Cédric Barbereau) : M. Harris (4 épisodes)
- Michael Fjordbak (VF : David Dos Santos) : Junior (4 épisodes)
- Robert Pralgo (en) (VF : Tugdual Rio) : M. Whittmore (3 épisodes)
- John Wesley Shipp (VF : Philippe Catoire) : M. Lahey (3 épisodes)
- Susan Walters (VF : Nathalie Duverne) : Mme Martin (1 épisode - récurrence à travers les saisons)

### Invités
- Jeff Rose (VF : Éric Marchal) : M. Martin (épisode 1)
- Akeem Smith : Bennett (épisodes 3 et 4)

## Liste des épisodes

### Épisode 1:L'Omega
- États-Unis : 3 juin 2012 sur MTV[4]
- France :
  - 29 septembre 2012 sur MTV France[5]
  - 31 août 2013 sur France 4
- Québec : 13 février 2013 sur VRAK.TV

- États-Unis : 2,11 millions de téléspectateurs[6] (première diffusion)
- France : 237 000 téléspectateurs[7] (première diffusion, sur France 4)

Alors que Derek, devenu l'Alpha, a mordu Jackson, Scott et Allison vivent désormais leur relation en cachette des parents d'Allison. De son côté, Stiles ne quitte pas le chevet de Lydia qui, à la suite d'hallucinations, s'enfuit de l'hôpital. Allison, Scott et Stiles partent à la recherche de Lydia afin de la trouver avant les chasseurs quand des attaques sont perpétrées. Scott et Stiles pensent que c'est Lydia qui en est responsable.

### Épisode 2:L'Heure de la chasse
- États-Unis : 4 juin 2012 sur MTV
- France :
  - 29 septembre 2012 sur MTV France[5]
  - 31 août 2013 sur France 4
- Québec : 20 février 2013 sur VRAK.TV

- États-Unis : 1,75 million de téléspectateurs[8] (première diffusion)
- France : 237 000 téléspectateurs[7] (première diffusion, sur France 4)

### Épisode 3:Question de pouvoir
- États-Unis : 11 juin 2012 sur MTV
- France :
  - 6 octobre 2012 sur MTV
  - 31 août 2013 sur France 4
- Québec : 27 février 2013 sur VRAK.TV

- États-Unis : 1,76 million de téléspectateurs[9] (première diffusion)
- France : 355 000 téléspectateurs[7] (première diffusion, sur France 4)

### Épisode 4:Abomination
- États-Unis : 18 juin 2012 sur MTV
- France :
  - 6 octobre 2012 sur MTV
  - 31 août 2013 sur France 4
- Québec : 6 mars 2013 sur VRAK.TV

- États-Unis : 1,69 million de téléspectateurs[10] (première diffusion)
- France : 355 000 téléspectateurs[7] (première diffusion, sur France 4)

Le patron de Scott, le Dr. Deaton, avoue à Scott qu'il connaît bien son espèce et qu'il peut l'aider. En revanche, il ne sait pas ce qu'est la nouvelle menace mais indique à Scott que les Argent peuvent le savoir, car ils possèdent un manuel de toutes les créatures qu'ils ont découvertes.

### Épisode 5:Meute contre Meute
- États-Unis : 25 juin 2012 sur MTV
- France :
  - 13 octobre 2012 sur MTV
  - 7 septembre 2013 sur France 4
- Québec : 13 mars 2013 sur VRAK.TV

- États-Unis : 1,65 million de téléspectateurs[11] (première diffusion)
- France : 272 000 téléspectateurs [12] (première diffusion, sur France 4)

Derek, aidé de sa meute, est à la recherche du Kanima, la nouvelle créature. Il porte d'abord ses soupçons sur Jackson qu'il kidnappe et qu'Isaac fait revenir sur son témoignage concernant le jour de la mort de son père. Alors que Danny lui dit qu'il a trouvé un logiciel pour récupérer sa vidéo, Jackson surprend une conversation entre Erica et Isaac qui cherchent à vérifier si Lydia est le Kanima. Scott, Stiles, Allison et Jackson décident de tout faire pour protéger Lydia des plans de Derek.

### Épisode 6:L'Art de la guerre
- États-Unis : 2 juillet 2012 sur MTV
- France :
  - 13 octobre 2012 sur MTV
  - 7 septembre 2013 sur France 4
- Québec : 20 mars 2013 sur VRAK.TV

- États-Unis : 1,65 million de téléspectateurs[13] (première diffusion)
- France : 272 000 téléspectateurs[12] (première diffusion, sur France 4)

### Épisode 7:Sous contrôle
- États-Unis : 9 juillet 2012 sur MTV
- France :
  - 20 octobre 2012 sur MTV
  - 7 septembre 2013 sur France 4
- Québec : 27 mars 2013 sur VRAK.TV

- États-Unis : 1,72 million de téléspectateurs[14] (première diffusion)
- France : 300 000 téléspectateurs[12] (première diffusion, sur France 4)

### Épisode 8:L'Imagination et le Savoir
- États-Unis : 16 juillet 2012 sur MTV
- France :
  - 20 octobre 2012 sur MTV
  - 7 septembre 2013 sur France 4
- Québec : 3 avril 2013 sur VRAK.TV

- États-Unis : 1,33 million de téléspectateurs[15] (première diffusion)
- France : 300 000 téléspectateurs[12] (première diffusion, sur France 4)

### Épisode 9:L'Anniversaire de Lydia
- États-Unis : 23 juillet 2012 sur MTV
- France :
  - 27 octobre 2012 sur MTV
  - 7 septembre 2013 sur France 4
- Québec : 10 avril 2013 sur VRAK.TV

- États-Unis : 1,65 million de téléspectateurs[16] (première diffusion)
- France : 300 000 téléspectateurs[12] (première diffusion, sur France 4)

Stiles a presque trouvé pourquoi le Kanima ne tuait que quelques personnes particulières.

### Épisode 10:Furie
- États-Unis : 30 juillet 2012 sur MTV
- France :
  - 27 octobre 2012 sur MTV
  - 14 septembre 2013 sur France 4
- Québec : 17 avril 2013 sur VRAK.TV

- États-Unis : 1,60 million de téléspectateurs[17] (première diffusion)
- France : 193 000 téléspectateurs[18] (première diffusion, sur France 4)

### Épisode 11:Champ de bataille
- États-Unis : 6 août 2012 sur MTV
- France :
  - 3 novembre 2012 sur MTV
  - 14 septembre 2013 sur France 4
- Québec : 24 avril 2013 sur VRAK.TV

- États-Unis : 1,72 million de téléspectateurs[19] (première diffusion)
- France : 240 000 téléspectateurs[18] (première diffusion, sur France 4)

### Épisode 12:Les Immortels
- États-Unis : 13 août 2012 sur MTV
- France :
  - 3 novembre 2012 sur MTV
  - 14 septembre 2013 sur France 4
- Québec : 1er mai 2013 sur VRAK.TV

- États-Unis : 1,71 million de téléspectateurs[20] (première diffusion)
- France : 300 000 téléspectateurs[18] (première diffusion, sur France 4)

- Cet épisode marque la dernière apparition de Colton Haynes dans la série. Jusqu'à la saison 6B